# ريتشارد بورتون (لاعب كريكت بريطاني)
ريتشارد بورتون (29 يناير 1955 في المملكة المتحدة - ) (بالإنجليزية: Richard Burton)‏ هو لاعب كريكت بريطاني. لعب مع Lincolnshire County Cricket Club ‏ والمقاطعات الوطنية للكريكيت الإنجليزي والويلزي ‏.

## وصلات خارجية
- ريتشارد بورتون (لاعب كريكت بريطاني) على موقع إي آس بي آن كريك إنفو (الإنجليزية)